# Simona Spiridon
Simona Spiridon (n. Popa, 1 februarie 1980 în Roman, România) este o jucătoare de handbal româno-austriacă ce a jucat până în 2012 pentru clubul din Superliga rusă Zvezda Zvenigorod. De asemenea, Spiridon este fostă componentă a echipei naționale a Austriei.
Deși mai avea un an de contract cu Zvezda, Spiridon a decis să-și încheie cariera de jucătoare în 2012. Începând din vara acelui an, ea a pregătit grupele de junioare sub 11 ani și sub 12 ani ale clubului austriac Hypo Viena. Cu toate acestea, în iunie 2013 s-a anunțat că ea va reveni în activitate și că a semnat un nou contract cu Hypo Niederösterreich. 
Începând din vara anului 2014 Spiridon activează ca antrenor în cadrul centrului de excelență ÖLSZ Südstadt din cadrul Federației Austriece de Handbal.

## Carieră
Născută în România, Spiridon s-a mutat în Austria în 2001, când a semnat pentru Hypo Niederösterreich. După ce a dobândit cetățenie austriacă, primul ei meci în naționala Austriei a avut loc în 2004, la un turneu în Ucraina, unde echipa lui Spiridon a învins Belarusul. Cu o medie de 3 goluri pe meci, Spiridon a înscris peste 330 de goluri în 82 de partide internaționale.
Succesele ei de club sunt bine documentate. Cu naționala României ea a cucerit două medalii de aur la categoria tineret, la Campionatul Mondial din China, în 1999, și la cel European de la Bratislava, din 1998. În plus, a câștigat cinci Cupe ale Ungariei și cinci Cupe ale Austriei. De asemenea, Spiridon a ajuns de cinci ori în semifinalele Ligii Campionilor EHF și o dată în finală.
Pentru România, Spiridon a jucat în 29 de partide oficiale, în care a înscris 9 goluri.

## Pasiuni
Simona Spiridon este atrasă de tot ceea ce înseamnă sport, urmărind toate turneele de Mare șlem și jucând ea însăși fotbal. De asemenea, îi place să schieze. Sportivul său preferat este Nikola Karabatić.
Spiridon este pasionată de muzica clasică și ia săptămânal lecții de pian. Ea vorbește română, germană, maghiară și engleză.

## Palmares
- Campionatul Austriei:
  - Câștigătoare: 2002, 2003, 2004, 2005, 2006, 2014

- Cupa Austriei:
  -  Câștigătoare: 2002, 2003, 2004, 2005, 2006, 2014

- Liga Națională a Ungariei:
  - Câștigătoare: 2008, 2009, 2010, 2011
  - Medaliată cu argint: 2007

- Cupa Ungariei:
  - Câștigătoare: 2007, 2008, 2009, 2010, 2011

- Liga Campionilor EHF:
  - Finalistă: 2009
  - Semifinalistă: 2005, 2007, 2008, 2010, 2011

- Cupa Cupelor EHF:
  - Finalistă: 2004

- Campionatul Mondial pentru Tineret:
  -  Medaliată cu aur: 1999

- Campionatul European pentru Tineret:
  -  Medaliată cu aur: 1998